# Huatian Technology
Tianshui Huatian Technology Company Limited («Хуатянь Тэкнолоджи») — китайская компания электронной промышленности, крупный аутсорсинговый производитель полупроводниковой продукции (монтаж и тестирование различных интегральных схем, MEMS и датчиков). Штаб-квартира расположена в городе Тяньшуй (провинция Ганьсу). 

## История
Компания Huatian Technology (HT-Tech) основана в декабре 2003 года, в ноябре 2007 года провела IPO на Шэньчжэньской фондовой бирже. В 2018 году Huatian Technology и её материнская Huatian Electronics Group приобрели за 3 млрд юаней контрольный пакет акций малазийской компании по корпусированию и тестированию чипов Unisem.

## Деятельность
Huatian Technology в основном занимается аутсорсинговым тестированием и корпусированием интегральных схем. Основная продукция — DIP, SOP, SSOP, TSSOP, QFP, LQFP, QFN, FCQFN, DFN, BGA, LGA, FCCSP, FCLGA, FCBGA, SiP, WLCSP, TSV-CIS, мульти-чиповые модули (MCM), малые контурные транзисторы (SOT), трёхмерные интегральные схемы (3D IC), микроэлектромеханические системы (MEMS) и другие типы микросхем, а также светодиодные изделия.
Фабрики Huatian Technology расположены в городах Тяньшуй, Сиань, Куньшань, Нанкин и Шанхай (Китай), а также в Малайзии (фабрики дочерней Unisem). 
По итогам 2022 года основные продажи Huatian Technology пришлись на корпусирование и тестирование интегральных схем (более 90 %), материалы и оборудование для корпусирования и тестирования (5,5 %) и светодиоды (1 %). На материковый Китай пришлось 57,1 % оборота компании, на зарубежные страны — 42,9 %.

## Акционеры
Основными акционерами Huatian Technology являются Tianshui Huatian Electronics Group (21,93 %), Sino IC Capital (3,21 %), China Asset Management (2 %), CPIC Fund Management (1,35 %), Guotai Asset Management (1,17 %), Guangdong SASAC (1,13 %), Penghua Fund Management (1,07 %), Guotou Juli Investment Management (0,96 %), Shaanxi Investment Fund Management (0,85 %), Gansu Great Wall Xinglong Silk Road Fund Management (0,85 %).